# Hisaizu-jinja (Saitama)
Hisaizu-jinja (久伊豆神社) är en shinto-helgedom i Iwatsuki-ku, Saitama stad, Saitama prefektur. Den är Iwatsukis skyddshelgedom och dess shakaku-rang var ken-sha (prefekturshelgedom). På dess område finns spår av Iwatsuki slott. Inom Iwatsuki-ku finns även åtta andra helgedomar med namnet "Hisaizu-jinja".

## Historia
Helgedomen är mycket gammal, och enligt en teori grundades den för ca. 1400 år sedan, då Hajiuji-klanen förde hit Hisaizu-myōjin (Ōnamuchi) från Izumo och uppförde byggnaden. När Ōta Dōkan lät bygga Iwatsuki slott år 1457 ansågs detta vara slottets skyddshelgedom.
Helgedomar med namnet "Hisaizu-jinja" finns utspridda längs med floden Motoara-kawa i Saitama prefektur. Dess kami är Ōnamuchi (annat namn för Ōkuninushi). Hisaizu-helgedomarnas utspridning överensstämmer ungefär med utsträckningen av två delar av krigarförbandet Musashi-shichitōs inflytelsesfär under slutet av Heian-perioden. Tamashiki-jinja i Kazo kallades en gång i tiden för "Hisaizu-myōjin", och ses som Hisaizu-helgedomarnas huvudhelgedom.
1873 blev helgedomen klassificerad som son-sha (byhelgedom), och 1923 blev den en gō-sha (distriktshelgedom). Man hoppades att den även skulle upphöjas till ken-sha (prefekturshelgedom), men detta skedde inte förrän den 19 oktober 1945, året innan det moderna systemet för rangordning av shinto-helgedomar avskaffades. 1875 förstördes helgedomen i en möjlig mordbrand, och år 1915 hade den återuppbyggts.

## Kuizu-jinja
Eftersom "Hisaizu" (久伊豆) även kan läsas som "Kuizu", d.v.s. quiz på japanska, har helgedomen blivit kallad "Kuizu-jinja", eller Quiz-helgedomen. På grund av detta användes den som inspelningsplats för frågesportprogrammet "TRANS AMERICA ULTRA QUIZ" år 1987.